# Нижнесергинское городское поселение
Нижнесе́ргинское городско́е поселе́ние — муниципальное образование в Нижнесергинском районе Свердловской области.
Административный центр — город Нижние Серги.

## География
Нижнесергинское городское поселение расположено в центральной части Нижнесергинского района, граничит на северо-западе с Бисертским городским округом, на юго-востоке — с Городским округом Ревда, на юге — с Нязепетровским районом Челябинской области.

## История
Нижнесергинское городское поселение образовано в 2005 году в соответствии с Законом Свердловской области от 23.12.2004 года № 229- ОЗ «Об установлении границ вновь образованных муниципальных образований, входящих в состав Нижнесергинского муниципального образования, и наделении их статусом городского или сельского поселения». В состав городского поселения вошли город Нижние Серги и сельские населённые пункты, подчинённые городской администрации.

## Население
| 2010   | 2011    | 2012  | 2013  | 2014  | 2015  | 2016  |
| ------ | ------- | ----- | ----- | ----- | ----- | ----- |
| 10 431 | ↘10 374 | ↘9988 | ↘9818 | ↘9771 | ↘9621 | ↘9525 |
| 2017   | 2018    | 2019  | 2020  | 2021  | 2023  |       |
| ↘9481  | ↘9298   | ↘9165 | ↘9043 | ↘8064 | ↘7831 |       |

## Состав городского поселения
| № | Населённый пункт | Тип населённого пункта        | Население |
| - | ---------------- | ----------------------------- | --------- |
| 1 | Бажуково         | посёлок                       | ↘3        |
| 2 | Нижние Серги     | город, административный центр | ↘7777     |
| 3 | Новая Ельня      | посёлок                       | ↘13       |
| 4 | Половинка        | деревня                       | ↘39       |